# محمد أمين الأسترآبادي
المحدث محمد أمين بن محمد شريف الأسترآبادي (ت. 1023 هـ). هو فقيه شيعي من فقهاء الشيعة الإثني عشريَّة مشهور بكونه رأس المدرسة الأخباريَّة في القرن الحادي عشر الهجري، وأوَّل من شنَّ الطعون على الأصوليين، وانبرى للرد عليهم بلهجة شديدة مدعياً أن أتباع العقل والإجماع وأن اجتهاد المجتهد وتقليد العامي بدع ومستحدثات إلى غير ذلك من آراء الأخباريين المتأخرين. وقد يعبر عن الأسترآبادي بأنَّه هو المؤسس لمذهب الأخباريَّة، أو محيي هذا المذهب، وقد تولَّى بعض تلامذته الواردة أسمائهم في تراجم العصر الصفوي مسؤولية إشاعة المذهب الأخباري، ومن هذه الجهة فإنَّ امتداد وإشاعة المذهب الأخباري يعود إلى جهود هؤلاء التلاميذ إلى حد كبير. وقد تعرَّض الأسترآبادي بسبب حدَّته في منهجه الأخباري إلى نقد واسع من فقهاء الشيعة، وكتب كثير منهم ردوداً على مقالاته ومصنَّفاته.

## ولادته ونشأته
رغم أنَّ المصادر التاريخيَّة ساكتة عن موطنه وسيرة حياته فإنَّ أجداده كانوا يعيشون في المنطقة الشماليَّة من إيران، وفي منطقة أسترآباد التي تسمى اليوم گرگان.

## تأسيسه للمدرسة الأخبارية
يشار إلى الأسترآبادي بأنه مؤسس الأخباريَّة، غير أنَّ كثيراً من المستشرقين يرون أنَّ عدم ذكر العلاقة بين الأسترآبادي والمذهب الأخباري في كتب سيرته إلى ما يقرب من مئة وخمسين سنة بعد زمان وفاته يوحي بأنَّ الأسترآبادي لم يكن له دور في تأسيس هذا التيار الفكري. فعلى فرض صحَّة هذا التحليل يمكن القول أنَّ الأسترآبادي لم يكن يعرف بمؤسس الأخباريَّة فيما سبق. ويفترض بعض الباحثون الشيعة أنَّ من الأفضل التعبير بأنَّ الأسترآبادي مؤسس حركة تجديدية للأخباريَّة؛ وأنَّ «ثمَّة أساليب بديعة في انتقادات الأسترآبادي للمنهج الأصولي والفقهي الغالب في ذلك الوقت» تدعوهم «لاستخدام مصطلح مجدد الأخباريَّة كما أنَّ الأسترآبادي نفسه يعترف بهذه الحقيقة».
ولا خلاف في أنَّ الحركة الأخباريَّة قد اشتدت على يد الأسترآبادي فحصل توقف ما في الفقه الاجتهادي، وراج الفقه الأخباري فألفت الموسوعات الروائيَّة ككتاب الوافي للفيض الكاشاني، ووسائل الشيعة للحر العاملي، وبحار الأنوار لمحمد باقر المجلسي، كما ألفت الموسوعات الفقهيَّة الحديثيَّة كموسوعة مفاتيح الشرائع للفيض الكاشاني، والحدائق الناضرة ليوسف البحراني، وفي الوقت الذي يؤكد فيه بعض الباحثين على وجود جذور للأخباريَّة قبل الأسترآبادي لكنَّهم يقولون أن التيار الذي أوجده الأسترآبادي كان له دور كبير في وقف التقدم الأصولي.
وكان علماء الأخباريَّة في العصر الصفوي يميلون إلى القول بأنَّ تاريخهم يمتد في الماضي إلى زمان علماء الشيعة الأوائل من أجل إثبات امتدادهم التاريخي، ويشكل بعض الباحثين المعاصرين على نقطة أنَّ علماء الشيعة الأوائل كانوا يطلقون على أنفسهم تسميَّة الأخبارية ويستبعدون ذلك تماماً.
ويفترض بعض الباحثين المعاصرين حصول تطوِّر فكري في حياة الأسترآبادي، ويأتي هذا الافتراض لحل التعارض بين الأخبار الموجودة في سيرة حياة الأسترآبادي وغيرها فيما يتصل بشرح أفكاره وعلاقته بالأخباريَّة، والذي فحواه عدم وجود إشارة لعلاقة الأسترآبادي بالأخباريَّة في كتب تراجم حياته إلى مئة وخمسين سنة من وفاته، والإصرار الشديد على هذه العلاقة بوصفه المؤسس أو المحيي للأخباريَّة كما ورد في موارد أخرى. وبالنظر إلى كتب التراجم والسيِّر فإنَّ كتاب أمل الآمل في تراجم علماء جبل عامل للحر العاملي - الذي هو من أتباع المدرسة الأخباريَّة - يعد من المصادر الأوليَّة، ولم يشر الحر العاملي في هذا الكتاب إلى كون الأسترآبادي أخبارياً رغم وصفه له في كتاب آخر بأنَّه عالم متخصصٌ، وعارف بالدين، وفقيهٌ محدث. والحر العاملي نفسه الذي يصف نفسه علناً بأنَّه أخباري، لم يشر في أمل الآمل إلى النزاع بين الأصوليين والأخباريين، ويقع كتابه أمل الآمل في مجلَّدين؛ وذكر في كل مجلد أسماء العلماء بالترتيب الألفبائي، والمجلَّد الأول يتحدث عن علماء جبل عامل (محل ولادته)، فيما يتخذ المجلد طابعاً شمولياً أكثر فيترجم فيه لعلماء الأمصار الأخرى، ولم يذكر في هذا المجلَّد مدخلاً في مورد الأسترآبادي، ويبدو أنَّ عدم إشارة الحر العاملي للأسترآبادي بوصفه مؤسساً للأخباريَّة ناشئٌ من رؤيته الأخباريَّة نفسها، لأنَّ الأسترآبادي في منظار الأخباريين لا يعد مؤسس الأخباريَّة.

## نقده
- كتب نور الدين العاملي كتابه الشواهد المكية في مداحض حجج الخيالات المدنية في ردِّ كتاب الفوائد المدنية، وانتصر فيه للأصوليين، وردَّ مقالات الأسترآبادي.[3]
- يوسف البحراني من مشاهير فقهاء الأخباريَّة - وإن كان أخبارياً معتدلاً - قد ترجم للأسترآبادي في كتابه لؤلؤة البحرين مادحاً الأسترآبادي بقوله عنه أنَّه «كان فاضلاً محققاً مدققاً ماهراً في الأُصولين والحديث» غير أنَّه انتقده لأنَّه «أكثر في كتابه الفوائد المدنية من التشنيع على المجتهدين، بل ربَّما نسبهم إلى تخريب الدين، وما أحسن وما أجاد، ولا وافق الصواب والسداد، لما قد ترتب على ذلك من عظيم الفساد».[13]
- صنَّف دلدار علي الهندي كتاب أساس الأصول في الرد على الفوائد المدنيَّة،[4] وقد تسبب كتابه وردُّه هذا تحريكاً لحركة النقاش والأخذ والرد بين الطرفين حيث ردَّ النيشابوري الأخباري على أساس الأصول بكتابه معاول العقول لقطع أساس الأصول، ثم اجتمع جملة من تلامذة الهندي لتصنيف مصنَّف في الردّ على الأسترآبادي والنيشابوري والدفاع عن أستاذهم فأخرجوا كتاب مطارق الحق واليقين لكسر معاول الشياطين.[14]

## مؤلفاته
| - الفوائد المدنية. يعد من أبرز مؤلفات الأسترآبادي وأشهرها، أودع فيه آرائه في الأصوليَّة والاجتهاد والتقليد، وقد أتمَّ تأليفه في شهر ربيع الأول 1031 هـ، وقد كتب بعض فقهاء الشيعة ردوداً على هذا الكتاب. - الفوائد المكية. يشمل هذا الكتاب مواضيع فلسفيَّة وكلاميَّة، ولم يبق منه سوى نسخة واحدة يعود تاريخها إلى 1018 هـ، وقد ألَّفه الأسترآبادي في مكَّة، وقد ذكره الطهراني في الذريعة. - المباحث الثلاثة. يشمل ثلاثة بحوث في علم الكلام والفلسفة، ولم يذكر اسم هذا الكتاب في الكتب التي بحثت في سيرة الأسترآبادي، غير أنَّ بعض الباحثين كما ورد في مجلة نصوص معاصرة ذكروا أنَّ «ورد في نسخة خطية موجودة في مدينة مشهد تعود لعام 1014 هـ، وقد تم تأليفها في شيراز». - الفوائد الاعتقادية. يتضمن بحثاً في الفلسفة والكلام، ويشمل بعض الموضوعات المشار إليها في كتاب المباحث الثلاثة، وهذا الكتاب أيضاً لم يذكر في سيرة حياته، ولكن نسخته الخطيَّة موجودة، وقد تم تأليف الكتاب في مكَّة. - دانشنامه شاهى. هو الكتاب الوحيد الذي ألَّفه الأسترآبادي باللغة الفارسيَّة، ويبحث في مواضيع فلسفيَّة وكلاميَّة، وهذا الكتاب ألَّفه لمحمد قطب شاه حاكم منطقة دكن، ويتضمَّن المواضيع الواردة في كتابه الفوائد المدنية، وقد ذكر الطهراني أنَّه «ألَّفه بالفارسيَّة بمكَّة في أربعين فائدة، وذكر في أوله أنَّه بمنزلة الأربعين للفخر الرازي، وفي أول فوائده ذكر أصناف الحكماء الإشراقيين والمشائيين والمتصوفة والمتشرعة والمتكلمين وغيرهم وفي الفائدة التاسعة والثلاثين ذكر دعاء كميل، وفى الأربعين ذكر جملة من الأدعية الأُخر». - رسالة في طهارة الخمر ونجاستها. رسالة مخطوطة في تحقيق مسألة (هل أنَّ الشراب يعتبر مادة نجسة أم لا؟)، والنسخة الخطيَّة لهذا الكتاب موجودة في طهران، وقد ذكرها الطهراني في الذريعة، بنقله عن كشف الحجب والأستار. - رسالة في البداء. - جوابات المسائل الظهيرية. أوردها بهذا الاسم الطهراني في الذريعة، وهي رسالة في إجابة مسائل تلميذه حسين الظهيري العاملي. | - شرح الكافي. يتعلَّق بشرح المقطع الأول من أصول الكافي للكليني، وقد ذكر الطهراني في موضعين من الذريعة، قائلاً أنَّ الأسترآبادي «عبَّر عنه في (جوابات المسائل الظهيرية) بحاشية الكافي لذا ذكرناه بهذا العنوان»، واستند عبد الرسول في كتابه الكليني والكافي على قول الطهراني فأورد اسم الأسترآبادي ضمن أسماء المحشين على كتاب الكافي. - شرح التهذيب. شرح على كتاب تهذيب الأحكام للطوسي. - حاشية على من لا يحضره الفقيه. شرح على كتاب من لا يحضره الفقيه للصدوق. - شرح الاستبصار. شرح غير تام على كتاب الاستبصار للطوسي. - حاشية على معارج الأصول. حاشية على كتاب معارج الأحكام للحلِّي. - مجموعة أشعار. مجموعة أشعار منسوبة إليه. - تحقيق الأمين. هذا الكتاب مذكور من قبل كتاب الفهرسة في مكتبة القدس الرضوي، ويمثل هذا الكتاب شرحاً على بعض كتاب جلال الدين الدواني في المنطق. وثمة أعمال للأسترآبادي تلفت بمرور الزمن، ورغم أنها ذكرت في مجموعة شرح حاله وحياته فإنه لم يعثر لها على أثر، وهي: - الفوائد دقائق العلوم وحقائقها. أشار الأسترآبادي نفسه إلى هذا المصنَّف في كتابه الفوائد المدنية فقال: « وأسأل الله التوفيق لإتمام ما أنا مشتغل به من شرحي لأصول كتاب الكافي، (...) وفوائدي المتعلقة بدقائق الفنون الغريبة وحقائقها المخفية». - كتاب في رد ما استحدثه الفاضلان. ردٌّ على شروح صدر الدين الدشتكي وجلال الدين الدواني على كتاب تجريد الاعتقاد لنصير الدين الطوسي، ورغم أنَّ هذا الكتاب لم يعثر عليه غير أنَّ انتقادات الأسترآبادي على شروح الدشتكي والدواني موجودة ومقتبسة في الكتب الكلاميَّة. - الحاشية على تمهيد القواعد. حاشية على كتاب تمهيد القواعد للشهيد الثاني. - الحاشية على المدارك. ذكر يوسف البحراني أنَّه رأى هذه الحاشية بخط الأسترآبادي «مسودة تتعلق بكتاب الطهارة تشهد بفضله ودقته وحسن تحريره». |